# 劉敬猷
南平懷王劉敬猷（？—465年），宋文帝劉義隆第四子南平王劉鑠長子。
元嘉三十年（453年）七月己巳（9月17日），劉鑠被兄長孝武帝劉駿毒殺，得年二十三歲，諡號為「穆」，追贈侍中、司徒。劉敬猷承襲王位，官至黃門郎。景和元年（465年），前廢帝劉子業召其母南平王妃江氏入宮，使左右於前逼迫之，江氏不肯受命。劉子業謂曰：「若不從，當殺汝三子。」江氏仍然不肯。於是派遣使者於其府第殺死劉敬猷及他的兩位弟弟與安南侯劉敬淵及廬陵王劉敬先，鞭打江氏一百。當晚劉子業被劉彧與壽寂之合謀弒殺。宋明帝劉彧即位後，追贈劉敬猷為侍中，諡號為懷。劉敬猷無子，明帝以孝武帝劉駿第十八子臨賀王劉子產（字孝仁）為南平王為劉鑠之嗣，未拜，被殺。